# Ib Tardini
Ib Tardini (født 7. september 1948 i Gentofte, søn af den første TV kok, Ellis Tardini) er en dansk produktionsleder og producer og især kendt for sit mangeårige samarbejde med Peter Aalbæk Jensen på Zentropa og for at have produceret film som Italiensk for begyndere, Forbrydelser, Små ulykker, Bænken, Arven og Drabet.
Ib Tardini, der i dag er gået på pension, har arbejdet med film, tv-produktioner og meget andet i 40 år og betragtes som en institution i den danske filmbranche. Han har været involveret i mere end 150 fiktionsfilm og har produceret tv-serier samt kort-, novelle- og reklamefilm. Ib Tardini har bl.a. arbejdet tæt sammen med Nils Malmros, Bille August, Søren Kragh-Jacobsen, Jørgen Leth, Henning Carlsen, Lars von Trier, Susanne Bier, Lone Scherfig, Per Fly, Annette K. Olesen og Thomas Vinterberg.
Privat har Ib Tardini været gift med Ida Maria (Mia) Tardini siden 1981 og har børnene Nicoline Tardini (1981) og Alexander Tardini (1985).

## Karriere
Ib Tardini var uddannet elektriker og gik på lærerseminariet, da han sammen med producent Steen Herdel begyndte at lave film i de tidlige 1970’ere. Sammen satte de gang i den bølge af ungdomsfilm – La' os være (1975), Måske ku' vi (1976), Vil du se min smukke navle? (1978) – som blandt andet tegnede dansk film i 1970’erne. Efterfølgende arbejdede Ib Tardini som freelancer for producenter som Per Holst og Bent Fabricius-Bjerre, og han var op gennem 1970’erne og 1980’erne kreativ og produktionsmæssig sparringspartner for instruktører som Nils Malmros, Søren Kragh-Jacobsen og Bille August. Indimellem alle sine film lavede Ib Tardini også tv for Danmarks Radio, ligesom han i midten af 1980’erne var med til at etablere Kanal 2.
I 1992 blev Ib Tardini tilknyttet Zentropa, som han sammen med Peter Aalbæk Jensen, Lars von Trier og Vibeke Windeløv var med til at bygge op til det betydelige produktionsselskab, det er i dag. Det var Ib Tardini, der stod bag etableringen af Filmbyen i Avedøre, og her forsøgte han at skabe et kreativt frirum for de instruktører, han kom til at arbejde mest sammen med, ikke mindst Per Fly, Lone Scherfig og Annette K. Olesen.
Tardini var dybt involveret i Per Flys filmtrilogi om arbejder-, middel- og overklassen i Danmark. Bænken blev i 2000 en kæmpe international succes, der blev efterfulgt af endnu en succes Arven (2003) som bl.a. vandt Bedste Manuskript til San Sebastian Film Festival. Trilogien blev flot afsluttet med endnu en succes nemlig Drabet (2005). Med Lone Scherfig lavede han både hendes spillefilmdebut, Kajs fødselsdag (1990) og dogmefilmen Italiensk for begyndere (2000), der blev en af Zentropas største økonomiske succeser nogensinde. Sammen med Annette K. Olesen lavede Ib Tardini Små ulykker (2002), 'Forbrydelser (2003), 1:1 (2006) – der bl.a. vandt hele tre priser på Lübeck Film Festival; det første hattrick i festivalens historie – og Lille soldat (2008).
I efteråret 2012 var der premiere på Tardinis sidste film, Katrine Wiedemanns Viceværten. På det tidspunkt var Ib Tardini stoppet på Zentropa for i stedet at være leder af producerlinjen på Den Danske Filmskole. Ved årsskiftet 2013-14 stoppede Tardini på Filmskolen og gik på pension.
Ib Tardini udgav i 2015 i samarbejde med Christian Monggaard selvbiografien Tardini - 40 forrygende år i dansk film, der modtog fem ud af seks stjerner i Filmmagasinet Ekko.

## Udvalgt filmografi
- Måske ku' vi (1976)
- Terror (1977)
- Drenge (1977)
- En forårsdag i helvede (1977)
- Vil du se min smukke navle? (1978)
- Kundskabens træ (1981)
- Gummi Tarzan (1981)
- Zappa (1983)
- Skønheden og udyret (1983)
- Tro, håb og kærlighed (1983)
- Skyggen af Emma (1988)
- Århus by Night (1989)
- Drengene fra Sankt Petri (1991)
- Kærlighedens smerte (1992)
- Smukke dreng (1993)
- Portland (1996)
- Sekten (1997)
- Fruen på Hamre (2000)
- Italiensk for begyndere (2000)
- Bænken (2000)
- Kald mig bare Aksel (2002)
- Små ulykker (2002)
- Arven (2003)
- Forbrydelser (2004)
- Drabet (2005)
- 1:1 (2006)
- Lille soldat (2008)
- Himlen falder (2009)
- Kvinden der drømte om en mand (2010)
- Viceværten (2012)

### Tv-serier
* Mor er Major (tv-serie 1986) 
- Riget 1-4 (Tv-serie 1993)
- Morter Korch "Ved stillebækken (tv-serie 1998)'
- Klovn (tv-serie, 2005)
- Forestillinger (tv-serie, 2007)

## Anerkendelser
- 2001: Æres-Bodil – sammen med Peter Aalbæk Jensen og Vibeke Windeløv
- 2005: Nordisk Råds Filmpris for Drabet

- 2011: "Ib Prisen" stiftet af Danske Filminstruktører. Uddeles årligt i forbindelse med Robert festen.